# Vincenzo Di Giovanni (filologo)
Vincenzo Di Giovanni (Salaparuta, 19 ottobre 1832 – Salaparuta, 20 luglio 1903) è stato un filologo, arcivescovo cattolico e filosofo italiano, uno dei maggiori eruditi siciliani dell'Ottocento.

## Biografia
Nacque da una famiglia agiata, il padre Calogero e la madre Caterina Bruscia lo fecero educare dallo zio paterno il canonico Donato Di Giovanni, che nel 1847 lo introdusse nel seminario di Monreale, avviandolo quindi alla vita ecclesiastica. Tra il 1847 e il 1851 compose alcune rime ispirate a ideali patriottici. Si distinse nelle discipline umanistiche storico-filosofiche e rimase influenzato dal clima culturale e dagli avvenimenti del 1848. Nel 1853 si trasferì all’università di Palermo, ove frequentò le lezioni del teologo Benedetto D'Acquisto. Da allievo ne divenne prima amico e in seguito erede di studi, proseguendo nella diffusione delle teorie filosofiche legate alla figura di Vincenzo Miceli. Nel 1854 pubblicò a Palermo il suo primo saggio, Sullo stato attuale e sui bisogni degli studi filosofici in Sicilia, in cui sono già presenti i due temi centrali della sua attività filosofica: l'adesione alle idee di Vincenzo Gioberti e lo spiccato regionalismo.
Il 20 settembre 1856 fu ordinato sacerdote a Mazara del Vallo, in cui rimase per un breve periodo prima di rientrare a Palermo per riprendere l'insegnamento presso l'istituto privato Vittorino, nel quale aveva ottenuto, prima ancora della laurea, l'incarico di insegnamento di letteratura italiana. Nel 1858 pubblicò il saggio Vita e opere di Vincenzo Miceli e fondò il periodico L'Idea, che uscì sotto la sua direzione tra il 1858 e il 1859. Nel 1859 ottenne la cattedra di filosofia nel seminario arcivescovile e nel 1860 anche quella di filosofia e diritto naturale presso il liceo nazionale di Palermo, poi intitolato a Vittorio Emanuele II. Nel settembre dello stesso anno fondò insieme con Melchiorre Galeotti e Gregorio Ugdulena, la rivista Religione e morale, che uscì fino all’agosto del 1861. Nel 1873 entrò stabilmente come incaricato di antropologia e pedagogia presso la regia università di Palermo.
Alternò intensa attività di saggista all'attività giornalistica, dirigendo tra il 1865 e il 1869 il periodico bimestrale La Sicilia. In questi anni curò l'edizione delle proprie Opere filosofiche, Palermo, 1865-1880, in 13 volumi e dei suoi studi di storia della filosofia siciliana. Nel 1869, insieme con Giuseppe Pitrè e Salvatore Salomone Marino, fondò le Nuove Effemeridi, stampate fino al 1881. Nel 1887 risulta essere anche Vicario del Vescovo di Mazara del Vallo. Nel 1895, sostenuto dagli ambienti cattolici, venne eletto membro del Consiglio comunale di Palermo. Nel 1896 la Santa Sede lo nominò prelato ordinario di Santa Lucia del Mela e il 9 aprile 1897 vescovo di Teodosiopoli. La sua carriera ecclesiastica culminò con la promozione ad arcivescovo di Pessinonte, avvenuta il 22 marzo 1901. In quest'ultima occasione fu ricevuto a Roma da Leone XIII.
Morì il 20 luglio 1903 nella sua casa di Salaparuta. In una stanza della stessa casa, situata nel corso principale del piccolo paese belicino, vi era la tavola della Vergine Annunziata, il dipinto a olio di 45 centimetri per 34, realizzato da Antonello da Messina nel 1475 e considerato il suo principale capolavoro, che ha come sede espositiva attuale la sala al primo piano di Palazzo Abatellis. Il passaggio dell'Annunziata da Salaparuta a Palermo rimane un mistero. Si racconta che un anno dopo la morte di monsignor Di Giovanni, Antonino Salinas, amico del monsignore, fece visita alla sorella del sacerdote, erede di tutte le sostanze. Nell’occasione il Salinas chiese alla sorella del monsignore l’Annunziata di Antonello da Messina come dono che gli potesse ricordare il caro amico scomparso, promettendole tra l'altro di darne degna conservazione e di porre una targa ricordo accanto all'opera per perpetuare la memoria del fratello.

## Dottrina
Vincenzo Di Giovanni fu l'espressione più significativa della componente illuminata e liberaleggiante del clero siciliano. Si applicò in modo particolare allo studio del pensiero filosofico francese e tedesco, opponendosi alla diffusione in Italia delle dottrine materialistiche e positivistiche. Sostenne la possibilità di conciliare i principi del cattolicesimo con una vasta riforma politica su base nazionale, affrontando i principali problemi filosofici, come quello del metodo o del principio logico, con l'intento, esplicitato nell'introduzione, di "serbare incontaminata l'indole nazionale della nostra speculazione". Furono due i motivi che caratterizzeranno l'attività di studio: l'adesione alle idee del Gioberti, che considerava suo maestro e lo spiccato regionalismo, rintracciabile nell'opera di D'Acquisto e soprattutto del Miceli. Nel Miceli vide il precursore delle idee del panteismo tedesco, ma anche il filosofo in grado di evitarne gli eccessi antireligiosi, il creatore dell'ontologia reale. Egli cercò di conciliare il pensiero del Miceli, volto a superare il dualismo tra fisica e metafisica nell'unità del reale, con il cattolicesimo, sostenendo - anche sulla scorta delle idee del D'Acquisto - l'esistenza di un nesso indissolubile tra la coscienza dell'individuo e l'intuito dell'azione creatrice dell'Essere assoluto, per cui ogni atto sensitivo anche elementare avrebbe in sé la presenza della creazione divina. In questo senso concepì il Miceli quale precursore di alcuni principi rosminiani e giobertiani. Il carattere specifico della filosofia siciliana, alla quale attribuisce un ruolo spesso precorritore delle tendenze del pensiero europeo, è la "temperanza di mente" che avrebbe consentito di "correggere gli eccessi dei sistemi mantenendo l'armonia degli estremi".
Pur giudicata successivamente da Giovanni Gentile "di scarsissimo valore filosofico", l'opera di Vincenzo Di Giovanni fu accolta benevolmente dai contemporanei e mantiene ancora una sua utilità sul piano dell'erudizione per la ricchissima messe di informazioni e di indicazioni bibliografiche.

## Genealogia episcopale e successione apostolica
La genealogia episcopale è:
- Cardinale Scipione Rebiba
- Cardinale Giulio Antonio Santori
- Cardinale Girolamo Bernerio, O.P.
- Arcivescovo Galeazzo Sanvitale
- Cardinale Ludovico Ludovisi
- Cardinale Luigi Caetani
- Cardinale Ulderico Carpegna
- Cardinale Paluzzo Paluzzi Altieri degli Albertoni
- Papa Benedetto XIII
- Papa Benedetto XIV
- Papa Clemente XIII
- Cardinale Marcantonio Colonna
- Cardinale Giacinto Sigismondo Gerdil, B.
- Cardinale Giulio Maria della Somaglia
- Cardinale Luigi Lambruschini
- Cardinale Girolamo d'Andrea
- Cardinale Michelangelo Celesia, O.S.B.
- Arcivescovo Vincenzo Di Giovanni

## Opere
- Sullo stato attuale e sui bisogni degli studi filosofici in Sicilia, Palermo, 1854.
- Vita e opere di Vincenzo Miceli, Palermo, 1858.
- Sulla riforma cattolica della Chiesa e sulla filosofia della rivelazione di V. Gioberti, Palermo, 1858.
- Dell'ontologismo e della scienza ideale: prolusione, Palermo, 1862.
- Della filosofia straniera in Italia: prolusione, Firenze, 1863.
- Del primo logico, Firenze, 1863.
- Principî di filosofia prima, Palermo, 1863.
- Il Miceli o dell'Ente uno e reale, Palermo, 1864.
- Il Miceli ovvero l'apologia del sistema, Palermo, 1865.
- Cronache siciliane dei secoli XIII, XIV e XV, Bologna 1865.
- Opere filosofiche, Palermo 1865-1880, in 13 volumi.
- D. Deschamps e V. Miceli precursori del moderno panteismo alemanno, Palermo, 1866.
- Delle attinenze tra il panteismo e il materialismo nella storia contemporanea della filosofia, Napoli, 1866.
- D'Acquisto e la filosofia della creazione in Sicilia, Firenze, 1867.
- Storia della filosofia moderna in Sicilia, Palermo, 1868.
- La filosofia positiva e l'induzione, Palermo, 1869.
- Filologia e letteratura siciliana: studi, Palermo, 1871.
- Rosario Gregorio e le sue opere, Palermo, 1871.
- Storia della filosofia in Sicilia dai tempi antichi al secolo XIX, Palermo, 1873.
- Scritti apologetici, Palermo, 1875.
- Hartmann e Miceli, Palermo, 1877.
- Principi di filosofia prima, 3 voll., 2 ediz., Palermo, 1878.
- Filologia e letteratura siciliana: nuovi studi, Palermo, 1879.
- Severino Boezio e i suoi imitatori: studi, Palermo, 1880.
- La topografia antica di Palermo dal secolo X al XV, Palermo, 1884.
- Ciullo d'Alcamo e le costituzioni del Regno del 1231, Palermo, 1888.
- La topografia antica di Palermo, 2 coll., Palermo, 1890.
- Critica religiosa e filosofica: lettere e saggi, 2 voll., Palermo, 1897-1898.
- Il figlio: racconto, Palermo, 1899.